# هاري شفارتز
هاري شفارتز (بالألمانية: Harry Schwarz)‏ (و. 1924 – 2010 م) هو سياسي، ودبلوماسي، وناشط حقوق الإنسان، ومحامي، وقاضي من ألمانيا، وجنوب أفريقيا، ولد في كولونيا، توفي في جوهانسبرغ، عن عمر يناهز 86 عاماً.

## مناصب
تولى منصب سفير جنوب إفريقيا لدى الولايات المتحدة ‏ (6 مارس 1991–12 يناير 1995)
- سفير.

## التعليم
تعلم في جامعة ويتواترسراند.